# Aurélien Le Coq
Pour les articles homonymes, voir Le Coq (homonymie).
Aurélien Le Coq, né le 28 septembre 1996 à Paris, est un syndicaliste étudiant, militant de la France insoumise et homme politique français. Il est élu député le 7 juillet 2024.

## Situation personnelle

### Origines
Aurélien Le Coq est le fils de deux enseignants. Il est originaire de Mantes-la-Jolie. 

### Formation
Il est étudiant à Sciences Po Lille.

## Parcours politique
Dès sa première année à Sciences Po Lille, il rejoint le syndicat Solidaires étudiant-e-s, sous les couleurs duquel il est élu à plusieurs reprises au conseil d'administration de l'établissement,,,,,.
Engagé en politique depuis ses 17 ans, Aurélien Le Coq commence à militer pour La France insoumise (LFI) à sa création en 2016. L'année suivante, il est notamment directeur de campagne de François-Jérôme Lallemand, candidat insoumis aux élections législatives dans la 7e circonscription des Français de l'étranger.
Au printemps 2018, il est l'un des organisateurs du blocage de Sciences Po Lille pour protester contre la loi ORE,,.
Depuis l'été 2019, il co-anime les Jeunes Insoumis·es, d'abord avec Elisa Révillon, puis Emma Salley et enfin Emma Fourreau,,,.
Impliqué dans la campagne de Jean-Luc Mélenchon pour se battre contre l'abstention des jeunes, il défend notamment la garantie d'autonomie jeune, la planification écologique et le passage à une VIème République.
Le 6 mars 2024, il est annoncé en dixième position sur la liste de La France insoumise aux élections européennes emmenée par Manon Aubry, mais n'est pas élu, LFI remportant neuf sièges de députés européens le dimanche 9 juin 2024. 

### Initiative des Jeunes de la NUPES
En juin 2023, il est signataire avec Les Jeunes Écologistes, Les Jeunes Socialistes et Génération·s d'une tribune qui demande l'union pour les élections européennes de 2024, ils pointent l'irresponsabilité des partis de gauche à vouloir faire des listes séparées et l'urgence d'une liste NUPES. Le 9 septembre 2023, ils présentent lors d'une conférence de presse, un programme commun et partagé de 166 propositions,.
L'initiative s'est soldée par un échec avec le refus des dirigeants d'EÉLV et du PCF d'aller à la discussion, le PS quant à lui décide de ne pas continuer les discussions.

### Élections législatives anticipées 2024
Le 16 juin 2024, dernier jour légal du dépôt de candidature en préfecture et après l'annonce d'une candidature féministe dissidente de Amy Bah, Adrien Quatennens, député de la 1re circonscription du Nord jusqu'à la dissolution de l'Assemblée nationale, renonce à se présenter. Le comité électoral de la France insoumise décide d'investir Aurélien Le Coq. Le poste de suppléant demeurant à Lahouaria Addouche. Le 7 juillet 2024, il est élu député avec 75,49 % au second tour,.

## Résultats électoraux

### Élections législatives
| Année | Parti | Parti | Circonscription | 1er tour | 1er tour | 1er tour | 2d tour | 2d tour | 2d tour | Issue |
| Année | Parti | Parti | Circonscription | Voix     | %        | Rang     | Voix    | %       | Rang    | Issue |
| ----- | ----- | ----- | --------------- | -------- | -------- | -------- | ------- | ------- | ------- | ----- |
| 2024  |       | LFI   | 1re du Nord     | 17 800   | 44,80    | 1er      | 27 116  | 75,49   | 1er     | Élu   |